# 저팔계 외교

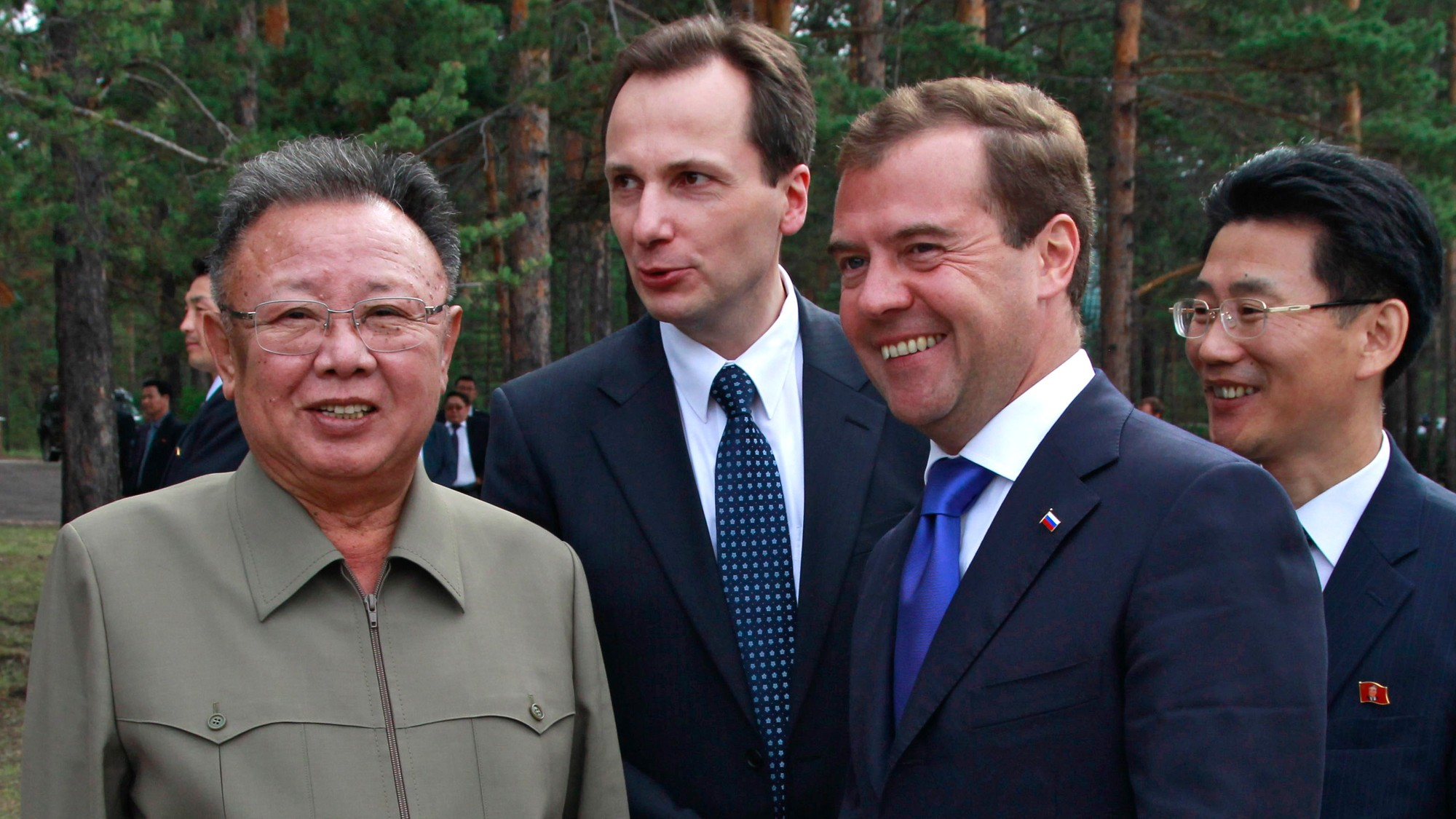
저팔계 외교의 창시자 김정일 국방위원장

저팔계 외교(영어: Zhu Bajie Diplomacy, 중국어: 猪八戒)는 조선민주주의인민공화국의 외교 전략이다. 김정일이 주도했던 외교 전략이다.

## 설명
저팔계 외교는 서유기에 나오는 저팔계를 본따서 만든 외교 전략으로 1991년에 소련의 붕괴가 일어나자 김정일이 자신의 적대국인 미국과 일본이랑 외교에 주력한 것이 시초가 된다. 당시 북한 외교관은 소련이 붕괴하자 공산주의식 경제로 이끄는 정치의 체제가 유지하기 힘들어 1994년에 자신들의 적대국의 수장인 미국 대통령 빌 클린턴을 저팔계로 비유하여 미국의 위협으로부터 핵도 지키고 받아낼 것은 다 받아내야 한다는 속임수의 외교를 한 것이 저팔계 외교의 대표적인 사례이다.
이외에 북한은 미국을 비롯한 자신들의 다른 적대적인 국가들과 저팔계 외교를 하기도 하였다. 자신들의 적대국을 이용해 이익을 챙긴다는 북한의 화전양면전술 전략이며 버락 오바마 대통령 때 저팔계 외교로 테러 지원국에서 해체되었으나, 도널드 트럼프 대통령이 취임한 이후로 북한은 저팔계 외교가 안통해 다시 테러 지원국으로 재지정되었다.

## 같이 보기
- 조선민주주의인민공화국
- 조선민주주의인민공화국의 대외 관계